# 長野運動公園総合運動場総合市民プール
長野運動公園総合運動場総合市民プール（ながのうんどうこうえんそうごううんどうじょうそうごうしみんぷーる）は、長野県長野市吉田五丁目の長野運動公園にある屋内水泳施設である。愛称はアクアウィングであり、正式名称またはその略称などで呼ばれることはあまりない。かつては長野市体育協会が管理していたが、現在はシンコースポーツ株式会社が指定管理者である。

## 目的
この施設は、長野オリンピックのアイスホッケー会場、長野パラリンピックのアイススレッジホッケー会場として建設された。アクアウィングという愛称は公募により決定したもので、それまでの仮称はアイスホッケーB会場。なお、同A会場はビッグハットである。
建設当初から長野オリンピック・長野パラリンピック後に水泳施設として利用することを考慮されており、長野パラリンピック終了後に氷を張る設備を撤去し、以後、市民プールとして親しまれている。国際大会が開ける水泳施設となっており、水泳大会などのイベント会場としても利用されている。そのため、観客席が設けられている。

## 建物概要
総事業費は約84億円。国の負担が約50%、長野県の負担が25%。長野パラリンピック終了後に、長野市が約6億9000万円をかけて改修。

### 構造・設備
- 鉄骨構造、鉄筋コンクリート構造、鉄骨鉄筋コンクリート構造混在
- 地上3階、地下1階
- スライド式可動屋根
  - 50mメインプールとダイビングプールがある部屋は、天井が電動で開閉する仕様になっている。開けると鳥や虫などが入ることを理由に、最近では開けられることはない。
- 冷暖房
  - 長野オリンピック・長野パラリンピック時にはアイスホッケーに適した低温に維持されていたが、その後は水泳に適した高温に維持されている。

## 施設概要
- 50mメインプール
  - 10コース（25m、うち競泳国際公認は8コース）
  - 長辺4ブロックに分けて、外側2ブロックは水深0〜2m、内側2ブロックは水深0〜3mに昇降できる可動床である。
- 25mサブプール
  - 6コース（14m）
  - 両端は水深1.2m、中央は水深1.4mの全面固定床である。
- ダイビングプール
  - 25m、20mの長方形。
  - 水深3.5m〜5mのすり鉢状の床である。
  - 国際アーティスティックスイミングプール、国際水球プール、国際飛込プールに認定されている。
- 更衣室、シャワー、ジャグジー、採暖室、観客席（2000席）、会議室など

## 歴史
- 1995年（平成7年）10月12日 - 長野運動公園総合運動場の施設としてあった屋外市民プールを取り壊し、安全祈願祭を行い、共同企業体により着工開始。
- 1997年（平成9年）9月13日 - 施設はほぼ完成し、可動屋根の開閉式が行われる。
- 1997年（平成9年）9月30日 - 共同企業体から長野市への引き渡し式（これにより、長野オリンピックの長野市内の5つの施設ができあがる）。以後、（財）長野オリンピック冬季競技大会組織委員会（NAOC）により、仮設観客席を4000席設置した。
- 1997年（平成9年）10月下旬 - 製氷作業開始。
- 1998年（平成10年）2月7日〜2月18日 - 長野オリンピックのアイスホッケー競技が行われる。
- 1998年（平成10年）3月5日〜3月14日 - 長野パラリンピックのアイススレッジホッケー競技が行われる。なお、アイススレッジホッケー初戦などは、開会式よりも前に行われた。
- 1999年（平成11年）5月17日 - 長野パラリンピック後、長野市が改修し、総合市民プールの完成式が行われた。
- 2005年（平成17年）4月1日 - 指定管理者が変わり、長野市体育協会からシンコースポーツ株式会社へ管理が移った。
- 2021年（令和3年） - 同年度インターハイ水泳競技大会会場として使用予定。

## 外部サイト
- 長野運動公園総合運動場
- シンコースポーツ株式会社